# Blissus leucopterus
Blissus leucopterus är en insektsart som först beskrevs av Thomas Say 1832.  Blissus leucopterus ingår i släktet Blissus och familjen Blissidae.

## Underarter
Arten delas in i följande underarter:
- B. l. leucopterus
- B. l. hirtus